# Естонія на Дитячому пісенному конкурсі Євробачення
Естонія на Дитячому пісенному конкурсі Євробачення дебютувала у 2023 році. Першою представницею країни на конкурсі стала Арганна Сандра Арбма, обрана після перемоги на національному відборі Естонії Tähtede Lava 2022, з піснею «Hoiame Kokku». Естонська телекомпанія Eesti Rahvusringhääling (ERR) відповідає за участь країни. Компанія також раніше транслювала Дитяче Євробачення у 2003 та 2004 роках.

## Історія

### 2023
Першою представницею Естонії на Дитячому Євробаченні стала 11-річна Арганна Сандра Арбма, яка перемогла на естонському шоу талантів Tähtede Lava, де змагалися юні співаки й співачки віком від 3 до 15 років, а переможець обирався думкою громадськості. Арганна родом з міста Ряпіна, любить співати з 5 років, вчиться грати на фортепіано. Арганна також брала участь у багатьох інших конкурсах в Естонії.

## Учасники
| Рік  | Місце проведення | Учасник              | Пісня                             | Місце | Бали |
| ---- | ---------------- | -------------------- | --------------------------------- | ----- | ---- |
| 2023 | Ніцца            | Арганна Сандра Арбма | «Hoiame Kokku» (Тримайтеся разом) | 15    | 49   |
| 2024 | Мадрид           | Аннабель Атс         | «Tänavad» (Вулиці)                | 14    | 55   |

## Голосування (2023-2024)
| №  | Дано            | Дано | Отримано           | Отримано |
| №  | Країна          | Очок | Країна             | Очок     |
| -- | --------------- | ---- | ------------------ | -------- |
| 1  | Вірменія        | 18   | Франція            | 6        |
| 2  | Іспанія         | 17   | Німеччина          | 4        |
| 3  | Франція         | 14   | Велика Британія    | 2        |
| 4  | Албанія         | 13   | Грузія             | 2        |
| 5  | Грузія          | 12   | Італія             | 2        |
| 6  | Україна         | 11   | Північна Македонія | 2        |
| 7  | Німеччина       | 8    | Україна            | 1        |
| 8  | Португалія      | 7    | Іспанія            | 1        |
| 9  | Велика Британія | 6    | Албанія            | —        |
| 10 | Італія          | 6    | Вірменія           | —        |
| 11 | Польща          | 2    | Польща             | —        |
| 12 | Мальта          | 2    | Португалія         | —        |